# Kembang Kuning (Sikur)
Kembang Kuning is een bestuurslaag in het regentschap Oost-Lombok van de provincie West-Nusa Tenggara, Indonesië. Kembang Kuning telt 3072 inwoners (volkstelling 2010).